# سباستيان منديز بلازا
سباستيان منديز بلازا (بالإسبانية: Sebastián Méndez)‏ هو لاعب كرة قدم تشيلي في مركز الوسط، ولد في 6 يونيو 1986 في فيلا آليمانا في تشيلي. لعب مع سانتياغو واندررز.

## وصلات خارجية
- سباستيان منديز بلازا على موقع قاعدة بيانات كرة القدم.إي يو (الإنجليزية)
- سباستيان منديز بلازا على موقع Soccerway.com (الإنجليزية)
- سباستيان منديز بلازا على موقع AS.com (الإسبانية)